# 島根県立浜田高等学校
島根県立浜田高等学校（しまねけんりつ はまだこうとうがっこう、英: Shimane Prefectural Hamada High School）は、島根県浜田市黒川町に所在する3課程を置く公立の高等学校。略称は浜高（）。

## 概要

### 歴史
1880年（明治13年）に開校した「浜田中学」（旧制中学校）を前身とする。1886年（明治19年）に一旦廃止され、1893年（明治26年）に再設置された。この再設置の年を創立年としている。1948年（昭和23年）の学制改革の際に新制高等学校「島根県立浜田第一高等学校」（男子校）となり、翌1949年（昭和24年）に高等女学校を前身とする2校の女子高と統合され、現校名の「島根県立浜田高等学校」となり、男女共学を開始した。2013年（平成25年）に創立120周年を迎えた。

### 設置課程・学科 （本校）
全日制課程 2学科 - 学年制
- 普通科
- 理数科

定時制課程 1学科 - 単位制
- 普通科（昼間部・夜間部）

通信制課程 1学科 - 単位制
- 普通科

### 学区 （2020年入試より）
- 全日制課程普通科 - 島根県全域（5％の県外枠あり）
- 全日制課程理数科 - 島根県全域（10％の県外枠あり）
- 定時制課程 - 島根県全域（県外は4名以内）
- 通信制課程 - 島根県全域（県外枠設定なし）

### 分校 - 2013年（平成25年）3月に閉校
今市分校（所在地: 〒697-0426 島根県浜田市旭町丸原46番地、北緯34度51分55.4秒 東経132度15分25.9秒）
- 全日制課程 普通科

### 通信制課程 スクーリング協力校
大田地区
- 島根県立大田高等学校

益田地区
- 島根県立益田高等学校
- 島根県立益田翔陽高等学校

(※3年おきに持ち回りで協力校となる)

### 校訓
「質実剛健・不撓不屈」

### 校章
浜田城跡の丘陵が「亀山」と呼ばれていることに因み、亀の絵と「高」の文字を組み合わせている。

### 校歌
1959年（昭和34年）に制定。作詞は木島俊太郎、作曲は團伊玖磨による。歌詞は3番まであり、校名は歌詞に登場しない。

## 沿革

### 旧制中学校・新制高等学校（男子校）時代
- 1880年（明治13年）7月 - 「浜田中学」が設置される。
- 1883年（明治16年）9月 - 浜田師範学校を併設。
- 1884年（明治17年）4月1日 - 「島根県第二中学校」と改称[注 1]。浜田師範学校が松江師範学校に合併され、併設を解消。
- 1885年（明治18年）- 初等中学科（修業年限4年）を設置[2]。
- 1886年（明治19年）5月 - 中学校令第6条（尋常中学校は各府県に1校ずつ設置）により、廃止される[注 2]。
- 1887年（明治20年）8月 - 元・島根県第二中学校の敷地に「連合浜田高等小学校」が設置される。中学校予備科を設置。
- 1891年（明治24年）4月1日 - 連合浜田高等小学校が廃止され「那賀郡町村組合石見学校」が設置される。
- 1893年（明治26年）4月1日 - 石見学校を県立移管の上「島根県第二尋常中学校」とする[注 3]（中学校が復活、創立年）。
- 1899年（明治32年）4月1日 - 中学校令の改正により、「島根県第二中学校」と改称（尋常を除く）。
- 1901年（明治34年）6月 - 「島根県立第二中学校」と改称。
- 1907年（明治40年）4月1日 - 「島根県立浜田中学校」と改称。
- 1943年（昭和18年）4月1日 - 中等学校令の施行により、この時の入学生から修業年限が4年に短縮される。
- 1944年（昭和19年）4月1日 - 前年に閣議決定された教育ニ関スル戦時非常措置方策により、修業年限4年施行[注 4] の前倒しが行われることとなる。
  - この時の4年生（1941年（昭和16年）入学生）から適用し、4年を修了する1945年（昭和20年）3月の施行となる。
- 1945年（昭和20年） 
  - 3月 - 決戦教育措置要綱[注 5]が閣議決定され、同年4月から翌年3月末まで授業が停止されることとなる。修業年限短縮の前倒しにより、4・5年合同の卒業式を挙行。
  - 4月 - 授業を停止。
  - 5月22日 - 戦時教育令が公布され、授業を無期限で停止することが法制化される。
  - 8月15日 - 終戦。
  - 9月 - 授業を再開。
- 1946年（昭和21年）4月1日 - 修業年限が5年に戻る。
- 1947年（昭和22年）4月1日 - 学制改革（六・三制の実施、新制中学校の発足）
  - 旧制中学校の生徒募集を停止。
  - 新制中学校を併設し（名称:島根県立浜田中学校併設中学校、以下:併設中学校）、旧制中学校1・2年修了者を新制中学校2・3年生として収容。
  - 併設中学校は経過措置としてあくまで暫定的に設置されたため、新たに生徒募集は行われず、在校生が2・3年生のみの中学校であった。
  - 旧制中学校3・4年修了者は、そのまま旧制中学校に在籍し、4・5年生となる（4年で卒業することもできた）。
- 1948年（明治23年）4月1日 - 学制改革（六・三制の実施、新制高等学校の発足）
  - 旧制中学校が廃止され、新制高等学校「島根県立浜田第一高等学校」（男子校）が発足。普通科に加え、商業科と通信課程を設置。
  - 旧制中学校卒業生（5年修了者）を新制高校3年生、旧制中学校4年修了者を新制高校2年生、併設中学校卒業生（3年修了者）を新制高校1年生として収容。
  - 併設中学校は新制高校に継承され（名称:島根県立浜田第一高等学校併設中学校）、在校生が1946年（昭和21年）に旧制中学校へ最後に入学した3年生のみとなる。
- 1949年（昭和24年）3月31日 - 最後の卒業生を送り出し、併設中学校を廃止（修業年限の旧制5年から新制3年への移行が完了）。

### 県立高等女学校・新制高等学校（女子校）時代
- 1900年（明治33年）5月 - 「島根県高等女学校」を設置。
- 1901年（明治34年）6月1日 - 「島根県立高等女学校」と改称。
- 1907年（明治40年）4月1日 - 「島根県立浜田高等女学校」と改称。
- 1947年（昭和22年）4月1日 - 学制改革（六・三制の実施、新制中学校の発足）
  - 高等女学校の生徒募集を停止。
  - 新制中学校を併設し（名称:島根県立浜田高等女学校併設中学校、以下:併設中学校）、高等女学校1・2年修了者を新制中学校2・3年生として収容。
  - 併設中学校は経過措置としてあくまで暫定的に設置されたため、新たに生徒募集は行われず、在校生が2・3年生のみの中学校であった。
  - 高等女学校3・4年修了者は、そのまま高等女学校に在籍し、4・5年生となる（4年で卒業することもできた）。
- 1948年（明治23年）4月1日 - 学制改革（六・三制の実施、新制高等学校の発足）
  - 高等女学校が廃止され、新制高等学校「島根県立浜田第二高等学校」（女子校）が発足。
  - 高等女学校卒業生（5年修了者）を新制高校3年生、高等女学校4年修了者を新制高校2年生、併設中学校卒業生（3年修了者）を新制高校1年生として収容。
  - 併設中学校は新制高校に継承され（名称:島根県立浜田第二高等学校併設中学校）、在校生が1946年（昭和21年）に高等女学校へ最後に入学した3年生のみとなる。
- 1949年（昭和24年）3月31日 - 最後の卒業生を送り出し、併設中学校を廃止（修業年限の旧制5年から新制3年への移行が完了）。

### 市立高等女学校・新制高等学校（女子校）時代
- 1920年（大正9年）4月23日 - 「浜田町立女子技芸学校」が設置される。
- 1933年（昭和3年）7月1日 - 実業学校規程により、「浜田町立実践女学校」となる。
- 1940年（昭和15年）4月1日 - 「浜田高等実践女学校」と改称。
- 1941年（昭和16年）4月1日 - 「浜田実践高等女学校」と改称。
- 1947年（昭和22年）4月1日 - 学制改革（六・三制の実施、新制中学校の発足）
  - 高等女学校の生徒募集を停止。
  - 新制中学校を併設し（名称:浜田実践高等女学校併設中学校、以下:併設中学校）、高等女学校1・2年修了者を新制中学校2・3年生として収容。
  - 併設中学校は経過措置としてあくまで暫定的に設置されたため、新たに生徒募集は行われず、在校生が2・3年生のみの中学校であった。
  - 高等女学校3・4年修了者は、そのまま高等女学校に在籍し、4・5年生となる（4年で卒業することもできた）。
- 1948年（明治23年）4月1日 - 学制改革（六・三制の実施、新制高等学校の発足）
  - 高等女学校が廃止され、新制高等学校「浜田市立家政高等学校」（女子校）が発足。
  - 高等女学校卒業生（5年修了者）を新制高校3年生、高等女学校4年修了者を新制高校2年生、併設中学校卒業生（3年修了者）を新制高校1年生として収容。
  - 併設中学校は新制高校に継承され（名称:浜田市立家政高等学校併設中学校）、在校生が1946年（昭和21年）に高等女学校へ最後に入学した3年生のみとなる。
- 1949年（昭和24年）3月31日 - 最後の卒業生を送り出し、併設中学校を廃止（修業年限の旧制5年から新制3年への移行が完了）。

### 新制高等学校（男女共学）
- 1949年（昭和24年）4月1日 - 高校三原則に基づく公立高等学校再編により、以上の3校が統合され、「島根県立浜田高等学校」（現校名）が発足。
  - 当面の間、校舎は元・浜田第一高校と浜田第二高校の2校舎体制をとる。
- 1950年（昭和25年）4月1日 - 旧・浜田歩兵第21連隊兵舎の改造工事が完成し移転。浜田市から旧兵舎一棟を借用し、定時制課程（夜間部）を新設。
- 1951年（昭和26年）3月 - 硬式野球部、第23回選抜高等学校野球大会（春）に初出場。
- 1959年（昭和34年）- 校歌を制定。
- 1960年（昭和35年）4月1日 - 島根県立矢上高等学校より今市分校（全日制課程普通科）が移管される。
- 1962年（昭和37年）3月31日 - 通信制課程を島根県立松江北高等学校へ移管。
- 1964年（昭和39年）4月17日 - 体育館兼講堂が完成。
- 1965年（昭和40年）4月1日 - 島根県立浜田商業高等学校の新設に伴い、商業科を移管。
- 1968年（昭和43年）8月 - 硬式野球部、第50回全国高等学校野球選手権大会（夏）に初出場。
- 1970年（昭和45年）11月10日 - 校舎の改築が完成。
- 1971年（昭和46年）
  - 3月 - 硬式野球部、第43回選抜高等学校野球大会（春）に20年ぶり2回目の出場。
  - 8月 - 硬式野球部、第53回全国高等学校野球選手権大会（夏）に3年ぶり2回目の出場。
- 1976年（昭和51年）8月 - 硬式野球部、第58回全国高等学校野球選手権大会（夏）に5年ぶり3回目の出場。
- 1977年（昭和52年）8月 - 硬式野球部、第59回全国高等学校野球選手権大会（夏）に2年連続4回目の出場。
- 1979年（昭和54年）8月 - 硬式野球部、第61回全国高等学校野球選手権大会（夏）に2年ぶり5回目の出場。
- 1980年（昭和55年）
  - 8月 - 硬式野球部、第62回全国高等学校野球選手権大会（夏）に2年連続6回目の出場。
  - 11月15日 - （1880年（明治13年）浜田中学の設置から数えて）創立100年記念館が完成。
- 1981年（昭和56年）8月 - 硬式野球部、第62回全国高等学校野球選手権大会（夏）に3年連続7回目の出場。
- 1982年（昭和57年）3月 - 硬式野球部、第54回選抜高等学校野球大会（春）に11年ぶり3回目の出場。
- 1984年（昭和59年）1月 - サッカー部、第62回全国高等学校サッカー選手権大会に出場。
- 1993年（平成5年）10月29日 - 創立100周年記念式典を挙行。
- 1997年（平成9年）8月 - 硬式野球部、第79回全国高等学校野球選手権大会（夏）に16年ぶり8回目の出場。
- 1998年（平成10年）
  - 1月 - 大学入試センター試験島根県西部地区の試験会場となる。（～2001年（平成13年）1月）
  - 8月 - 硬式野球部、第80回全国高等学校野球選手権大会（夏）に2年連続9回目の出場。
- 1999年（平成11年）
  - 3月 - 硬式野球部、第71回選抜高等学校野球大会（春）17年ぶり4回目の出場。
  - 8月 - 硬式野球部、第81回全国高等学校野球選手権大会（夏）に3年連続10回目の出場。
- 2002年（平成14年）
  - 4月11日 - 定時制課程において三修制[注 6]の授業を開始。
  - 10月3日 - 学校図書館情報システムを整備。
- 2004年（平成16年）8月 - 硬式野球部、第86回全国高等学校野球選手権大会（夏）に5年ぶり11回目の出場。
- 2006年（平成18年）7月20日 - 記念館に校史展示室「素心室」を設置。
- 2011年（平成23年）8月1日 - 部室が完成。
- 2012年（平成24年）
  - 3月21日 - エレベーターを設置。
  - 4月1日 - 定時制課程に昼間部を新設し、従来の夜間部と合わせて二部制とする。通信制課程普通科を新設（1962年（昭和37年）の廃止以来、50年ぶりの復活）。
- 2011年（平成23年）3月 - 今市分校の生徒募集を停止。
- 2013年（平成25年）3月31日 - 今市分校を廃止。
- 2020年（令和2年）「県立高校魅力化ビジョン」に基づき、普通科に設けられていた市外10％制限を撤廃。全県から志願可能とすると共に、普通科で5％以内、理数科で10％以内で県外からの志願受付を開始。
- 2022年（令和4年）8月 - 硬式野球部、第104回全国高等学校野球選手権大会（夏）に18年ぶり12回目の出場。
- 2023年（令和5年）10月7日 - 創立130周年記念式典開かれる。それに合わせ校歌の貼り替え、100周年記念館外廊下の屋根工事等が行われた。

## 部活動

### 全日制課程（本校）
- 硬式野球部 - 全国高等学校野球選手権大会（夏の甲子園）に12回、選抜高等学校野球大会（春のセンバツ甲子園）に4回出場
- 軟式野球部 - 全国高等学校軟式野球選手権大会準優勝2回、国民体育大会優勝1回など
- サッカー部 - 全国高等学校サッカー選手権大会出場1回

- バレーボール部
- バスケットボール部
- ソフトテニス部
- 卓球部
- 体操部
- 陸上競技部
- 柔道部
- 剣道部
- 弓道部
- 水泳部
- テニス部
- 空手道
- 自然科学部
- 写真部
- 書道部
- 美術部
- 合唱部
- 吹奏楽部
- 歴史・社会研究部
- 語学部
- 文芸・読書部
- 礼法部
- 放送部
- 生活科学部
- Y.A.C地域系部活動

### 定時制課程
- バスケットボール同好会
- バドミントン同好会

## アクセス
- 西日本旅客鉄道（JR西日本）浜田駅より南東へ約800m、徒歩で約15分[3][4]
- 石見交通 市内循環線 浜田駅より約４分「黒川大橋」下車[4]

## 著名な出身者

### スポーツ
高校野球などが盛んで、OBにもプロ野球選手が多い。
- 上迫忠夫 - 体操
- 金山友紀 - フットサル
- 清水雅治 - 野球
- 新宅洋志 - 野球
- 竹本正男 - 体操
- 土井将平 - サッカー
- 梨田昌孝 - 野球
- 福井誠 - 水泳
- 和田毅 - 野球
- 岡村佳典 - 野球
- 久保田治 - 野球
- 佐々木誠吾 - 野球
- 佐々木常助 - 野球
- 竹野吉郎 - 野球
- 新田均 - 野球

### 芸能・メディア
- 岡隆一 - アナウンサー
- 尾原秀三 - アナウンサー
- 賀山祐介 - 俳優
- 左右田禎子 - アナウンサー
- 田中亜矢 - アナウンサー
- 花田恵吉 - アナウンサー
- 福岡ユタカ - ミュージシャン
- 肥後マコト - 声優

### 政治家・官僚
- 岩本久人
- 大達茂雄
- 大谷藤之助
- 俵孫一
- 福浜隆宏

### 官界・実業界
- 久代敏男 - マルハニチロホールディングス社長
- 熊谷典文 - 元通商産業省事務次官、元住友金属社長
- 小山龍三 - 元中日新聞社社主
- 坂根正弘 - 元コマツ会長、武田薬品工業取締役会議長、元日本経団連副会長、元総合資源エネルギー調査会会長
- 七田眞 - しちだ教育研究所所長
- 冨金原俊二 - 元経済企画庁事務次官

### 学術・文化
- 朝枝善照 - 学者
- 石本正 - 画家
- 市原硬 - 医化学者、大阪大学名誉教授
- 江原絢子 - 教授
- 佐野文子 - 廃娼運動家
- 橋本明治 - 画家
- 服部之総 - 歴史学者
- 三浦浩 - 作家
- 志川節子 - 作家
- 朝田隆 - 医者
- 花本金吾 - アメリカ文学者、早稲田大学名誉教授

### 軍人
- 神本利男
- 小川団吉